# Alaknanda
L'Alaknanda est une rivière indienne d'une longueur de 190 km qui prend sa source au Glacier de Satopanth (en) et coule dans l’État de l'Uttarakhand. Elle est une des deux principales sources du Gange, avec la Bhagirathi. Les deux rivières confluent dans la localité de Devprayag. 